# Орден «Уацамонга»
Орден «Уацамонга» (осет. «Уацамонгӕ») — высшая государственная награда частично признанной республики Южная Осетия. Учреждён в 2007 году. По состоянию на февраль 2015 года законодательного обеспечения не имеет.
В 2010 году был сформирован Союз кавалеров ордена.

## Статус
По информации из открытых источников, орден вручается президентом Южной Осетии за проявление героизма и совершение подвигов в ходе военных действий, а также за существенный вклад в ликвидацию последствий таковых. В мае 2012 года собрание кавалеров ордена обсуждало проект закона о статусе награды, который планировалось передать на рассмотрение в правительстве 10 июня того же года. В частности, предполагалось, что лица, награждённые данным орденом, смогут рассчитывать на бесплатное медицинское обслуживание, образование, проезд в общественном транспорте и получение либо строительство недвижимого имущества. Также орден вручается городам при присвоении им звания «Город-герой».

## Краткое описание
Лента ордена состоит из трёх равношироких чередующихся полос, двух красных и одной белой, с жёлтым окаймлением по сторонам. Орденской знак имеет вид восьмиконечной серебряной звезды, частично покрытой рубиновой эмалью, с двумя золотыми перекрещенными мечами. На центральном медальоне, по кругу на белой эмали, — девиз ордена и изображение лавровой ветви. В центре медальона — золотое рельефное изображение чаши.

## Наименование
Орден поименован по названию мифологического артефакта Уацамонга, упоминаемого в осетинском нартском эпосе. Согласно источникам, артефакт имел вид четырёхугольной пиршественной чаши, наделенной рядом магических свойств. В частности, напитки внутри чаши были неиссякаемы; кроме того, «если кто-либо из пирующих говорил правду о своих ратных подвигах, Уацамонга сама поднималась к его губам, если же хвастался понапрасну — Уацамонга не трогалась с места».